# A.R. IV
A.R. IV — четвёртый альбом студийного краут-рокового проекта Ахима Райхеля A.R. & Machines, первоначально выпущенный в 1973 году.

## Характеристика
Альбом представляет собой сложную по структуре эклектичную прогрессивно-психоделическую абстракцию, состоящую из двух пространных джемов c большой долей великолепной импровизации. Первый трек «Vita» построен вокруг блюзово-джазовой гитары Ахима Райхеля с многочисленными звуковыми эффектами и наложениями, которую поддерживают экзотическая перкуссия, а также солирующие флейта и саксофон. Психоделически-блюзовый джем второго трека «Aqua» расцвечен светлыми и ясными фолковыми тонами. В звучании альбома ощутимы также легкий восточный привкус и благозвучие поп-музыки, что сближает его с творчеством таких артистов краут-рока, как Agitation Free, Embryo и Мануэль Геттшинг.

## Признание
Альбом занимает 19 место в рейтинге лучших альбомов краут-рока портала Progarchives (по состоянию на апрель 2013 года).

## Список композиций
Сторона Vita — 22:30
1. Cave Explorers And Birdmen — 5:30
2. The Man In Kidleather — 10:46
3. Thin Is The Skin Of Ecstasy — 6:14

Сторона Aqua — 23:23
1. Every Raindrop Longs For The Sea — 23:23

## Список музыкантов
Ахим Райхель — гитара, вокал
Хельмут Франке — гитара
Ханс Хартманн — бас
Клаус-Роберт Кузе — электрическое фортепиано
Йохен Петерсен — саксофон, флейта
Ханс Бохе — барабаны
Олаф Казалих — перкуссия
Матти Клатт — перкуссия
Франк Вулф — рекордеры, ситар
Черчилл Джолобе — барабаны
Карстен Бон — перкуссия
Франк Достал — тексты